# Salomon Plessner

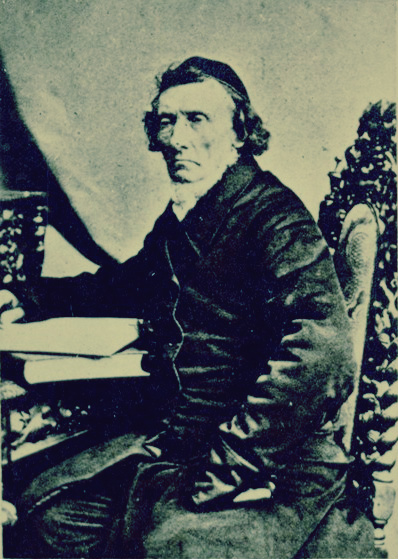
Salomon Plessner (1870)

Salomon Plessner (hebräisch: שלמה בן ליב פלסנר; geboren 23. April 1797 in Breslau, Königreich Preußen; gestorben 28. August 1883 in Posen, Deutsches Kaiserreich) war ein orthodoxer deutscher Rabbiner, Übersetzer und Maggid. Seine literarische Wirksamkeit auf dem Gebiet der Theologie, Bibelexegese und hebräischen Poesie sowie seine geistvollen Predigten verschafften ihm einen weitverbreiteten Ruf. Als jüdischer Kanzelredner war er insofern bahnbrechend als er, auf dem Boden des streng konservativen Judentums stehend, religiöse Vorträge in ausschließlich deutscher Sprache hielt, während dies bis dahin nur von Predigern neologer Richtung praktiziert wurde.

## Leben
Salomon Plessner wurde als Sohn von Rabbi Yehuda Plesner geboren. Nach dem frühen Tod seines Vaters musste er die finanzielle Obsorge der Familie übernehmen und geschäftlich tätig werden. Unter der Leitung von Hartwig Wessely begann Plessner Hebräisch, Rabbinische Literatur und Deutsch zu studieren. 1819 erfolgte seine erste Publikation, eine hebräische Übersetzung der apokryphen Ergänzungen des Buches Esther unter dem Titel Hosafah li-Megillat Ester. Zur selben Zeit intensivierte Plessner seine Predigttätigkeit als Maggid. Unter den zahlreichen veröffentlichten Sermones ragt besonders die 1820 (nach anderen Quellen 1821) gehaltene Begräbnisrede zum Tod Abraham Tiktins mit dem hebräischen Titel Zeker Ẓaddiḳ li-Berakah hervor. In seinen Reden reflektierte Plessner die Gedanken bedeutender christlicher Prediger, die er mit Versen von Friedrich Schiller und Johann Wolfgang von Goethe interpretiert. Die homiletische Auslegung der Schrift lehnte er ab.
Durch seine engen Kontakte zu Rabbi Akiba Eger und mittels seiner Predigten versuchte sich Plessner als Verteidiger des orthodoxen Judentums gegen die wachsende Reformbewegung zu positionieren. Die daraus resultierenden Konflikte führten auch zu politischen Interventionen, sodass Plessner ein polizeiliches Predigtverbot auferlegt wurde. 1823 übersiedelte er nach Festenberg in Schlesien, heute: Twardogóra. Als 1825 die Lokalregierung der Provinz Posen per Dekret den Talmudunterricht in Schulen verboten hatte, legte Plessner 1826 ein Dokument vor, das die Ansichten christlicher Gelehrter zur Wertschätzung des Talmuds unterstrich (Ein Wort zu seiner Zeit oder der Kenntnis der jüdischen Traditionslehre). Von einer Petition unterstützt, die von mehreren jüdischen Gemeinden getragen wurde, revidierte die Posener Regierung das Dekret.
1830 zog Plessner nach Berlin und lehrte im dortigen jüdischen Lehrhaus (Beth midrash). 1832 veröffentlichte er sein exegetisches Werk Nozelim min Lebanon. 1833 wurde Plessner zur Einweihung der neuen Synagoge in Bromberg eingeladen, wozu er hebräische und deutsche Gedichte verfasste, die 1834 unter dem Titel Shirim la-Ḥanukkat Bet ha-Tefillah gedruckt wurden. 1843 verließ Plessner unter dem Druck seiner Gegner, die für die Reform eintraten, Berlin, um sich in Posen als Maggid niederzulassen. Hier wirkte er über 40 Jahre. 1846 lehnte er das ihm angebotene Rabbinat in Mainz ab, ebenso andere rabbinische Anstellungen, um Zeit für seine Studien, namentlich über die Apokryphen, zu behalten.
Nach seinem Tod wurden in Frankfurt am Main zwei Predigtsammlungen veröffentlicht: Sabbathpredigten (1884) und Festpredigten (1890).
Der deutsche Provinzialrabbiner von Gießen Leo Jehuda Hirschfeld war Plessners Enkelsohn.

## Schriften (Auswahl)
- Belehrungen und Erbauungen in religiösen Vorträgen (3 Jahrgänge, in Berlin erschienen)
- Die apokryphischen Bücher, Berlin 1833 (1. Teil)
- Gedichte, 1836
- Abhandlung über das Gebet in 13 Vorträgen, Berlin 1837
- Jüdisch-mosaischer Religionsunterricht, Berlin 1838
- Konfirmationsrede, Berlin 1839
- Trauungsreden, Berlin 1839
- Festreden, Berlin 1841
- Festgesänge, Berlin 1865
- Sabbatpredigten für alle Wochenabschnitte, Frankfurt am Main 1884 (postum)
- Festpredigten für alle Festtage des Jahres, Frankfurt am Main 1890 (postum)